# Bernie Williams
Bernabe Figueroa „Bernie“ Williams (* 13. September 1968 in San Juan) ist ein ehemaliger puerto-ricanischer Baseballspieler in der Major League Baseball (MLB) auf der Position des Centerfielders.

## Biografie
Bernie Williams zeigte in seiner Jugendzeit großes Interesse am Baseball, der klassischen Gitarre und der Leichtathletik. Im Alter von 15 Jahren gewann er bei einem internationalen Leichtathletikmeeting vier Goldmedaillen, er galt als einer der besten 400-m-Läufer in seiner Altersgruppe. Er entschied sich aber für eine Karriere als Baseballprofi und unterzeichnete im Alter von 17 Jahren 1985 einen Profivertrag bei den New York Yankees. Der Outfielder gab sein Debüt in den Major Leagues am 7. Juli 1991, als er den verletzten Roberto Kelly ersetzen musste. Bis zur Verletzung von Danny Tartabull pendelte Williams zwischen Major- und Minor Leagues, ehe er die Stammposition im Centerfield übernahm.
Seine Leistungen in den nächsten beiden Jahren waren zufriedenstellend, aber noch nicht spektakulär. Vor allem an der Kraft Home Runs zu schlagen mangelte es ihm. Mit seiner Leistungssteigerung ab 1995 wurden auch die Yankees wieder zu einem jährlichen Titelanwärter. 1996, 1998, 1999 und 2000 gewann Williams mit seinem Team die World Series. 1998 war Williams der erste Spieler in den Major Leagues, der im selben Jahr den Titel des besten Schlagmanns, einen Gold Glove und einen World-Series-Titel erringen konnte. Nach dieser Saison unterschrieb er bei den Yankees einen Sieben-Jahres-Vertrag, der ihm 85 Mio. $ einbrachte.
Im letzten Laufjahr dieses Vertrages 2005 hatte Williams Schwierigkeiten, die vor allem im Verteidigungsspiel offensichtlich wurden. Aufgrund dieser Schwächen war es nicht verwunderlich, dass das Team eine Option zur Vertragsverlängerung mit einem Gehalt von 15 Mio. $ nicht wahrnahm. Allerdings einigte man sich am 22. Dezember 2005 auf einen neuen Ein-Jahres-Vertrag für 1,5 Mio. $.
Im März 2006 stand Bernie Williams im Aufgebot Puerto Ricos für die World Baseball Classics. Nach der Saison 2006 lief sein Vertrag bei den Yankees aus, sein letztes Spiel bestritt er am 1. Oktober 2006. 2007 versuchte er wieder bei den Yankees unterzukommen, wurde aber bisher nicht wieder in die Mannschaft aufgenommen.